# 聖胡安區 (盧卡納斯省)

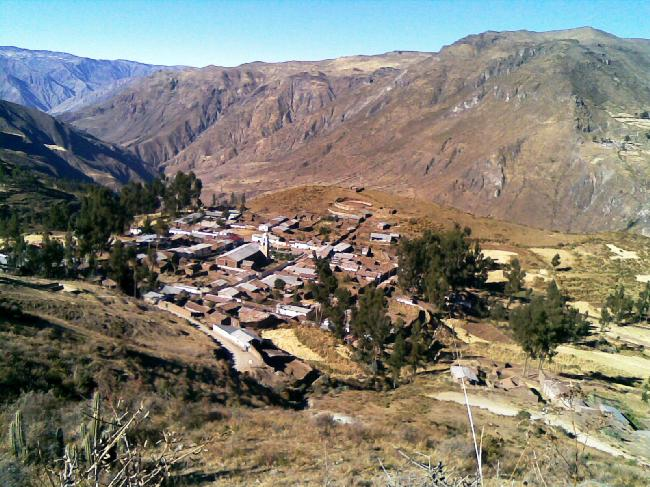

聖胡安區（西班牙語：Distrito de San Juan），是秘魯的一個區，位於該國中南部阿亞庫喬大區的盧卡納斯省，始建於1921年8月29日，面積44.6平方公里，海拔高度3,282米，2005年人口646，人口密度每平方公里14人。